# Štěpkov
Štěpkov (en allemand : Stiepkau) est une commune du district de Třebíč, dans la région de Vysočina, en République tchèque. Sa population s'élevait à 113 habitants en 2020.

## Géographie
Štěpkov se trouve à 10 km au nord-est de Jemnice, à 23 km au sud-ouest de Třebíč, à 36 km au sud-sud-est de Jihlava et à 141 km au sud-est de Prague.
La commune est limitée par Radkovice u Budče à l'ouest et au nord-ouest, par Meziříčko au nord-est, par Domamil à l'est, par Budkov au sud, et par Lomy à l'ouest.

## Histoire
La première mention écrite de la localité date de 1351.

## Transports
Par la route, Štěpkov se trouve à 14 km de Jemnice, à 28 km de Třebíč, à 44 km de Jihlava et à 174 km de Prague.